# Kyllajhajdar
Kyllajhajdar este o arie protejată (sit de importanță comunitară — SCI) din Suedia întinsă pe o suprafață de 130,4 ha, integral pe uscat.

## Localizare
Centrul sitului Kyllajhajdar este situat la coordonatele 57°45′20″N 18°56′07″E / 57.7556°N 18.9352°E.

## Înființare
Situl Kyllajhajdar a fost declarat sit de importanță comunitară în august 2015 pentru a proteja un număr necunoscut de specii din flora spontană și fauna sălbatică aflate în arealul zonei.

## Biodiversitate
Situată în ecoregiunea boreală, aria protejată conține 5 habitate naturale: Lespezi calcaroase, Taiga vestică, Pajiști carstice calcaroase sau bazofile, de Alysso-Sedion albi, Păduri pe pante, grohotișuri și ravene de Tilio-Acerion, Alvar nordic și șisturi calcaroase precambriene.
La baza desemnării sitului se află un număr nedeclarat de specii protejate.
Pe lângă speciile protejate, pe teritoriul sitului au mai fost identificate 2 specii de nevertebrate.